# Xã Schneider, Quận Buffalo, Nebraska
Xã Schneider (tiếng Anh: Schneider Township) là một xã thuộc quận Buffalo, tiểu bang Nebraska, Hoa Kỳ. Năm 2010, dân số của xã này là 147 người.